# Open de Belgique (golf)
L'Open de Belgique était un tournoi masculin de golf qui a été joué par intermittence de 1910 à 2000.
C'était un tournoi du Tour européen PGA durant les périodes 1978-19, 1987-1994 et 1998-2000. Dans les deux dernières de ces trois périodes, le tournoi a porté le nom de plusieurs commanditaires différents. En 2000, les bourses du tournoi totalisaient 1.019.266 €, ce qui était inférieur à la moyenne pour un événement du Tour européen PGA à cette époque. 
La Fédération royale belge de golf continue d'organiser un open national, mais il s'agit d'un événement de deux jours et ne vise pas à les golfeurs de l'élite internationale. 

## Palmarès
| année                       | Lieu                                                  | Vainqueur                                             | Nationalité                                           | Score                                                 |
| --------------------------- | ----------------------------------------------------- | ----------------------------------------------------- | ----------------------------------------------------- | ----------------------------------------------------- |
| 1910                        |                                                       | Arnaud Massy                                          | Drapeau de la France                                  | 139                                                   |
| 1911                        |                                                       | Charles H. Mayo                                       | Pays inconnu                                          | 144                                                   |
| 1912                        |                                                       | George Duncan                                         | Drapeau de l'Écosse                                   | 144                                                   |
| 1913                        |                                                       | Tom Ball                                              | Drapeau de l'Angleterre                               | 154                                                   |
| 1914                        |                                                       | Tom Ball                                              | Drapeau de l'Angleterre                               | 144                                                   |
| 1915-1919                   | Pas de tournoi pour cause de Première Guerre mondiale | Pas de tournoi pour cause de Première Guerre mondiale | Pas de tournoi pour cause de Première Guerre mondiale | Pas de tournoi pour cause de Première Guerre mondiale |
| 1920                        |                                                       | Rowland Jones                                         | Drapeau de l'Angleterre                               | 154                                                   |
| 1921                        |                                                       | Eugène Lafitte                                        | Drapeau de la France                                  | 145                                                   |
| 1922                        |                                                       | Aubrey Boomer                                         | Drapeau de l'Angleterre                               | 150                                                   |
| 1923                        |                                                       | Percy Boomer                                          | Drapeau de l'Angleterre                               | 143                                                   |
| 1924                        |                                                       | Walter Hagen                                          | Drapeau des États-Unis                                | 142                                                   |
| 1925                        |                                                       | Eugène Lafitte                                        | Drapeau de la France                                  | 145                                                   |
| 1926                        |                                                       | Aubrey Boomer                                         | Drapeau de l'Angleterre                               | 137                                                   |
| 1927                        |                                                       | Marcel Dallemagne                                     | Drapeau de la France                                  | 140                                                   |
| 1928                        |                                                       | Albert Tingey, Jr.                                    | Drapeau de l'Angleterre                               | 293                                                   |
| 1929                        |                                                       | Sid Brews                                             | Drapeau d'Afrique du Sud                              | 300                                                   |
| 1930                        |                                                       | Henry Cotton                                          | Drapeau de l'Angleterre                               | 281                                                   |
| 1931                        |                                                       | Arthur Lacey                                          | Drapeau de l'Angleterre                               | 301                                                   |
| 1932                        |                                                       | Arthur Lacey                                          | Drapeau de l'Angleterre                               | 291                                                   |
| 1933                        |                                                       | Auguste Boyer                                         | Drapeau de la France                                  | 282                                                   |
| 1934                        |                                                       | Henry Cotton                                          | Drapeau de l'Angleterre                               | 279                                                   |
| 1935                        |                                                       | W. J. Branch                                          | Pays inconnu                                          | 283                                                   |
| 1936                        |                                                       | Auguste Boyer                                         | Drapeau de la France                                  | 285                                                   |
| 1937                        |                                                       | Marcel Dallemagne                                     | Drapeau de la France                                  | 285                                                   |
| 1938                        |                                                       | Henry Cotton                                          | Drapeau de l'Angleterre                               | 277                                                   |
| 1939                        |                                                       | Flory Van Donck                                       | Drapeau de la Belgique                                | 291                                                   |
| 1940-1945                   | Pas de tournoi pour cause de Seconde Guerre mondiale  | Pas de tournoi pour cause de Seconde Guerre mondiale  | Pas de tournoi pour cause de Seconde Guerre mondiale  | Pas de tournoi pour cause de Seconde Guerre mondiale  |
| 1946                        |                                                       | Flory Van Donck                                       | Drapeau de la Belgique                                | 289                                                   |
| 1947                        |                                                       | Flory Van Donck                                       | Drapeau de la Belgique                                | 283                                                   |
| 1948                        |                                                       | W. S. Forrester                                       | Pays inconnu                                          | 288                                                   |
| 1949                        |                                                       | James Adams                                           | Drapeau de l'Écosse                                   | 283                                                   |
| 1950                        |                                                       | Roberto DeVicenzo                                     | Drapeau de l'Argentine                                | 282                                                   |
| 1951                        |                                                       | Albert Pelissier                                      | Drapeau de la France                                  | 279                                                   |
| 1952                        |                                                       | Antonio Cerdá                                         | Drapeau de l'Argentine                                | 286                                                   |
| 1953                        |                                                       | Flory Van Donck                                       | Drapeau de la Belgique                                | 270                                                   |
| 1954                        |                                                       | Dai Rees                                              |                                                       | 287                                                   |
| 1955                        |                                                       | Dave Thomas                                           |                                                       | 290                                                   |
| 1956                        |                                                       | Flory Van Donck                                       | Drapeau de la Belgique                                | 269                                                   |
| 1957                        |                                                       | Bernard Hunt                                          | Drapeau de l'Angleterre                               | 280                                                   |
| 1958                        |                                                       | Ken Bousfield                                         | Drapeau de l'Angleterre                               | 271                                                   |
| 1959-1977                   | Pas de tournoi                                        | Pas de tournoi                                        | Pas de tournoi                                        | Pas de tournoi                                        |
| Belgian Open                |                                                       |                                                       |                                                       |                                                       |
| 1978                        | Royal Golf Club of Belgium                            | Noel Ratcliffe                                        | Drapeau de l'Australie                                | 280 (-12)                                             |
| 1979                        | Royal Waterloo Golf Club                              | Gavan Levenson                                        | Drapeau d'Afrique du Sud                              | 279 (-5)                                              |
| 1980-1986                   | Pas de tournoi                                        | Pas de tournoi                                        | Pas de tournoi                                        | Pas de tournoi                                        |
| Volvo Belgian Open          |                                                       |                                                       |                                                       |                                                       |
| 1987                        | Royal Waterloo Golf Club                              | Eamonn Darcy                                          | Drapeau de l'Irlande                                  | 200 (-13)                                             |
| 1988                        | Golf du Bercuit                                       | José Maria Olazábal                                   | Drapeau de l'Espagne                                  | 269 (-15)                                             |
| 1989                        | Royal Waterloo Golf Club                              | Gordon J. Brand                                       | Drapeau de l'Angleterre                               | 273 (-11)                                             |
| Peugeot-Trends Belgian Open |                                                       |                                                       |                                                       |                                                       |
| 1990                        | Royal Waterloo Golf Club                              | Ove Sellberg                                          | Drapeau de la Suède                                   | 272 (-16)                                             |
| Renault Belgian Open        |                                                       |                                                       |                                                       |                                                       |
| 1991                        | Royal Waterloo Golf Club                              | Per-Ulrik Johansson                                   | Drapeau de la Suède                                   | 276 (-12)PO                                           |
| Piaget Belgian Open         |                                                       |                                                       |                                                       |                                                       |
| 1992                        | Royal Zoute Golf Club                                 | Miguel Ángel Jiménez                                  | Drapeau de l'Espagne                                  | 274 (-10)                                             |
| Alfred Dunhill Open         |                                                       |                                                       |                                                       |                                                       |
| 1993                        | Royal Zoute Golf Club                                 | Darren Clarke                                         |                                                       | 270 (-14)                                             |
| 1994                        | Royal Zoute Golf Club                                 | Nick Faldo                                            | Drapeau de l'Angleterre                               | 279 (-5)PO                                            |
| 1995-1997                   | Pas de tournoi                                        | Pas de tournoi                                        | Pas de tournoi                                        | Pas de tournoi                                        |
| Belgacom Open               |                                                       |                                                       |                                                       |                                                       |
| 1998                        | Royal Zoute Golf Club                                 | Lee Westwood                                          | Drapeau de l'Angleterre                               | 268 (-16)PO                                           |
| 1999                        | Royal Zoute Golf Club                                 | Robert Karlsson                                       | Drapeau de la Suède                                   | 272 (-12)                                             |
| 2000                        | Royal Zoute Golf Club                                 | Lee Westwood                                          | Drapeau de l'Angleterre                               | 266 (-18)                                             |